# Diplomitoporus
Diplomitoporus là một chi nấm thuộc họ Polyporaceae.